# Enäjärvi (sjö i Nyland)
Enäjärvi är en sjö i Vichtis kommun i Finland.   Den ligger i landskapet Nyland, i den södra delen av landet, 40 km nordväst om huvudstaden Helsingfors. Enäjärvi ligger 49,4 meter över havet. Arean är 4,9 kvadratkilometer och strandlinjen är 16,44 kilometer lång. Sjön  ingår i Sjundeå å huvudavrinningsområde.   I omgivningarna runt Enäjärvi växer i huvudsak blandskog.